# Жоакім Фіуза
Жоакім Фіуза (порт. Joaquim Fiúza, 8 лютого 1908 — 4 березня 2010) — португальський яхтсмен.
Бронзовий призер Олімпійських Ігор 1952 року в класі Зоряний, учасник 1948 року.